# Mont Pellegrino
El Mont Pellegrino (italià: Monte Pellegrino) és una muntanya de la costa nord de Sicília prop de Palerm, anteriorment coneguda com a Mont Hercte, de 594 metres, que constituïa una fortalesa natural. Al cim té el convent de Santa Rosalia visitat antigament per molts pelegrins (d'on ve el nom modern de la muntanya).
Al segle iii fou ocupada pels cartaginesos, però els fou arrabassada per Pirros, rei de l'Epir. Al final de la primera guerra púnica, Amílcar Barca, no poden resistir als romans en camp obert, es va establir allí amb tot el seu exèrcit, i s'hi va mantenir durant tres anys, tot i els atacs romans, que van establir un camp prop de Panorm, fins que va passar a Erix; Polibi dona detalls dels enfrontaments i diu que a la part alta del cim es podia cultivar la terra i hi havia abundància d'aigua, i dominava un petit port a la costa des on Amílcar Barca podria fer expedicions assolant les costes de l'illa i Itàlia. El port ha estat identificat per alguns com la badia de Mondello entre la muntanya i Capo di Gallo, però el més probable és que fos la cala de Santa Maria a l'est de la muntanya.